# Catholicon (1286)
Die Summa grammaticalis quae vocatur Catholicon (kurz Catholicon genannt) ist ein lateinisches Wörterbuch, das 1286 von dem Dominikaner Johannes Balbus († 1298) zusammengestellt wurde und bis ins 16. Jahrhundert dazu diente, die Bibel „richtig“ auszulegen. Eine Grammatik ergänzte das Wörterbuch, welches teilweise enzyklopädische Einträge enthielt. Der Klerus und der lateinkundige Bürger konnten daraus das wesentliche Wissen seiner Zeit entnehmen und es wie eine Art Konversationslexikon benutzen.

In der Handschriftenzeit gehörte es zu den oft kopierten Büchern und versprach somit auch als Druck einen Absatz.
Das Catholicon gehörte zu den ersten gedruckten Büchern (Inkunabeln) und war 1460 das erste Wörterbuch, das gedruckt wurde. Zu seinem Druck wurde eine Gotico-Antiqua – eine leicht lesbare, noch gotisch beeinflusste Vorform der heutigen Antiqua-Schriften – geschnitten. Diese war deutlich kleiner als die zuvor verwendeten Schriftschnitte. Der Druck umfasste 744 zweispaltige Folioseiten. Auf einer Seite konnten 66 Zeilen mit jeweils durchschnittlich 40 Buchstaben untergebracht werden. Es gab Ausgaben auf Pergament und Papier. Die geschätzte Auflagenhöhe betrug 300 Exemplare.

## Inhalt
Das umfangreiche Werk (ca. 670.000 Wörter) ist in fünf Abschnitte aufgeteilt, deren erste vier Orthographie, Akzentsetzung, Etymologie, Syntax und Redeweisen behandeln. Der fünfte, größte Teil umfasst ein alphabetisch geordnetes Wörterbuch mit mehr als 14.000 Einträgen. Für die grammatischen Bemerkungen verwendete Balbus sowohl antike (Priscian, Aelius Donatus) als auch zeitgenössische Grammatiker (Eberhard von Béthune, Bene von Florenz, Alexander de Villa Dei, Petrus Riga) als Quellen. Der lexikalische Teil schöpft aus den Lexiken von Papias (Elementarium doctrinae erudimentum, ca. 1053) und Uguccione da Pisa (Derivationes, um 1190), sowie den klassischen Autoren, den Kirchenvätern, Isidor von Sevilla, Thomas von Aquin und Bernhard von Clairvaux. Das Wörterbuch enthält außerdem biblische Zitate, Exempel und Merkverse.
Das Werk hat kompilatorischen Charakter, doch besteht eine eigenständige Leistung des Autors darin, den Inhalt in eine strikt alphabetische Ordnung überführt zu haben, was die Konsultation erleichterte. Bemerkenswert sind ferner Rückverweise aus dem Wörterbuch auf den Grammatikteil.

## Verbreitung
Das Catholicon fand unmittelbar Anklang, und Abschriften verbreiteten sich in weiten Teilen Europas. Heute sind noch ca. 170 Handschriften erhalten. Exemplare waren im Besitz kirchlicher Institutionen und reicher Privatleute: Gelehrter, Fürsten und kirchlicher Würdenträger. Es wurde aufgrund seiner Größe oft gekürzt und umgearbeitet und diente als Grundlage mehrerer zweisprachiger Wörterbücher, u. a. des Catholicon latin-français, des Promptorium parvulorum (lat.-engl.), des Ortus vocabularum (lat.-engl.) und der Gemma gemmarum (lat.-deutsch). Nach der ersten Mainzer Druckausgabe von 1460 erschienen im 15. Jh. noch 23 weitere Ausgaben. Die letzte Druckausgabe ist jene von Lyon 1520, die umfangreichste die von Paris 1506 (gedruckt durch Josse Bade).
Während Francesco Petrarca (1304–1374) das Catholicon noch zu seinen Lieblingsbüchern zählte, wurde das Werk beginnend mit Lorenzo Valla (Elegantiae latinae linguae, 2. Buch, Vorwort; entstanden 1441, EA 1471) Ende des 15. Jhs. und im 16. Jh. von den Humanisten in eine Reihe mit anderen mittelalterlichen Lehrbüchern gestellt, die nun zunehmend als barbarisch und ungelehrt galten, und scharf kritisiert (u. a. durch Erasmus von Rotterdam, Martin Luther).

## Der Mainzer Druck

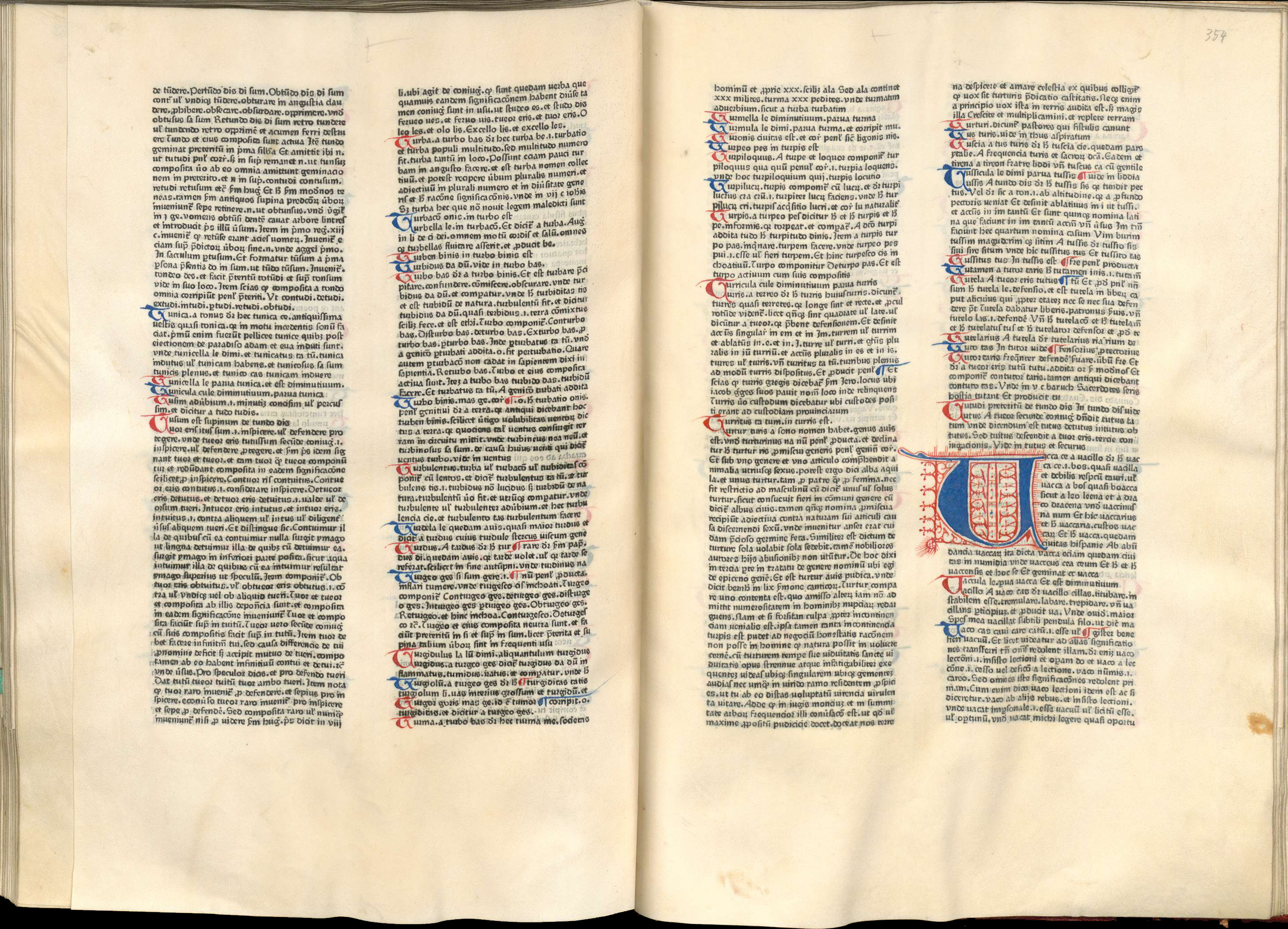
Zwei Seiten des Catholicon (1460) (Bayerische Staatsbibliothek)

Im Kolophon werden die Stadt Mainz als Druckort und das Jahr 1460 als Druckdatum angegeben. Das Papier enthält verschiedene Wasserzeichen, die eine Datierung ermöglichten. Das Catholicon erschien demzufolge in drei Auflagen, die sich jeweils den Jahren 1460, 1469 und 1472 zuweisen lassen. Dabei ist der Satz dieser drei Ausgaben nahezu identisch und scheint doppelzeilig gedruckt worden zu sein.
Zur Erklärung dieses Phänomens vertritt die Druckforscherin Lotte Hellinga die These, das Catholicon sei doch im selben Jahr (1469) hergestellt worden, nur auf verschiedenen Pressen von verschiedenen Druckherren, die sich zu einer Art Joint Venture zusammengetan hätten. Die Doppelzeilen seien durch einen mit Draht umwickelten Stehsatz entstanden, der zwischen den Druckwerkstätten ausgetauscht wurde. Als mögliche Drucker kommen für sie die Gebrüder Bechtermünze (Eltville), Peter Schöffer (Mainz), Ulrich Zell (Köln), sowie Johann Sensenschmidt und Heinrich Keffer (Nürnberg) in Frage. Nach Hellingas These müsste dann ein Druckfehler im Kolophon vorliegen und eine logistische Meisterleistung beim Transport des schweren Stehsatzes vollbracht worden sein.
Die Gegenhaltung vertritt Paul Needham, der die revolutionäre Ansicht vertritt, das Catholicon sei von Klischees oder Stereotypen gedruckt worden, also von festen, vom Originalsatz abgegossenen Druckformen, die wiederverwendet werden konnten. Dies ermögliche eine Zeit- und Kosteneinsparung bei der Typenherstellung und würde die unterschiedlich datierten Papierarten erklären. Damit wäre allerdings diese Form des Druckens drei Jahrhunderte vor ihrer offiziellen Erfindung bekannt gewesen und es stellt sich die Frage, warum sich diese Technik nicht direkt verbreitete, sondern erst wieder im 19. Jahrhundert verbreitet zum Einsatz kam.
Eine Punkturenuntersuchung in den 1990er Jahren sollte zur weiteren Einschätzung des Catholicons beitragen. Punkturen entstanden beim Druckvorgang. Die Nadeln, mit denen das Papier/Pergament in der Presse fixiert wurde, hinterließen Markierungen, anhand derer der Druck der Rückseite passgenau folgen konnte. Mit dem Vergleich der Punkturen in mehreren Inkunabeln konnte eine Auflage (1469) Peter Schöffer zugewiesen werden. Für die Auflage von (1472) kommen Drucker in Straßburg, Köln und Basel in Frage. Die Pergament- und Papierauflage von 1460 weist dagegen nach Mainz und könnte von Johannes Gutenberg gedruckt worden sein.
Die Druckgeschichte des Catholicons konnte bis heute nicht vollständig aufgeklärt werden. Die richtige Zuordnung ist eines der wesentlichen Probleme der Frühdruckforschung.